# Årstein (Gratangen)
68°41′28.781″N 17°32′38.890″Ø / 68.69132806°N 17.54413611°Ø
Årstein er en bygd der er  kommunecenter i Gratangen kommune i Troms og Finnmark fylke i Norge. Stedet ligger på nordsiden af fjorden Gratangen, omtrent halvvejs mellem Gratangsbotn og der hvor fjorden går over i Astafjorden.
Grundkredsen Årstein har 211 indbyggere pr. 2010.
Gratangen kirke ligger i bygden.